# Kommandeursburg Blatzheim
Die Kommandeursburg Blatzheim ist eine Burg am Neffelbach im Kerpener Stadtteil Blatzheim im Rhein-Erft-Kreis in Nordrhein-Westfalen.

## Geschichte
1602 erbaut der Deutschordensritter Heinrich von Reuschenberg zu Setterich die Kommandeursburg als sommerlichen Landsitz der Komtur des Deutschen Ordens (Kommende Jungen-Biesen).
Nachdem von 1794 bis 1802 französische Truppen das linke Rheinufer besetzt hatten, zog sich Joseph von Schaesberg auf die Kommandeursburg zurück und starb dort 1812 als letzter Deutschordensritter in Blatzheim.
Als 1802 die geistlichen Besitzungen in Köln und Blatzheim säkularisiert waren und 1809 der Deutsche Ritterorden durch ein Edikt Napoleons aufgehoben wurde, kam die Kommandeursburg als Dotation Napoleons an den französischen General Georges Mouton de Lobau, ging später in deutschen Besitz und wurde als landwirtschaftlicher Gutshof weiter geführt.

## Beschreibung
Die ehemals von breiten Weihern umzogene Burg ist eine fast quadratische  Backstein-Anlage, flankiert von zwei Ecktürmen mit barocken Schieferhauben und rundbogigem Toreingang, der das Wappen Heinrich von Reuschenbergs mit der Inschrift „Gott allein die Ehr, Anno 1602“ trägt.
Die Burg ist in Privatbesitz und kann für Hochzeiten oder andere Feiern gemietet werden.